# Бутано-шведские отношения
Бутано-шведские отношения — двусторонние отношения между Бутаном и Швецией. Шведско-бутанские отношения были официально установлены 27 августа 1985 года. Это сделало Швецию восьмой страной, имеющей двусторонние связи с Бутаном. У Швеции нет посольства в Тхимпху, столице Бутана, но есть посол-нерезидент в Нью-Дели, Индия. У Бутана есть посольство в Стокгольме.

## Совместное участие в международных организациях
Обе страны входят в состав многих международных организаций, среди которых:
- Многосторонее агентство по инвестиционным гарантиям;
- Интерпол[3];
- Организация по запрещению химического оружия[4];
- ООН;
- Международная финансовая корпорация;
- ЮНЕСКО[5];
- Международная ассоциация развития;
- Азиатский банк развития;
- Международный банк реконструкции и развития;
- Всемирный почтовый союз[6];
- Международный союз электросвязи[7];